# 布力架
布力架，OBE，JP（葡萄牙語：José Pedro Braga，1871年—1944年），香港及澳門的土生葡萄牙裔商人、傳媒工作者及政治家，曾任立法局首位葡裔非官守議員、潔淨局非官守局紳、以及中華電力主席等職。

## 生平

### 早年生涯
布力架在1871年生於香港，父母的家族都長年紮根澳門及香港兩地，並信奉天主教，其外祖父羅郎也（Delfino Noronha，1824年－1900年2月1日）為香港早期的印刷商，其開辦的印刷公司為港府承印書刊，曾獲港督麥當奴爵士讚許，後來更成為香港政府印務局的前身。
布力架年幼時入讀意大利嬰堂（Italian Convent School），後入聖若瑟書院。布力架是聖若瑟書院內的活躍份子，率先在1887年領導下創立舊生會，後來任聖若瑟書院協會主席，並參與聖若瑟書院在九龍界限街購地興建喇沙書院一事，喇沙書院復於1932年開幕。布力架離開聖若瑟書院後，前往英屬印度，就讀於加爾各答大學，在大學期末考試中，他是唯一一位取得獎學金的歐洲大陸組別學生。

### 工作經歷
畢業返港後，布力架曾從事不同工作，至1902年起獲聘為士蔑西報司理，打理該報營運至1910年，並轉任路透社香港特派記者，在職特派記者多年，因為熱心參與社會活動而漸受重視，1919年奉委為非官守太平紳士，至1921年奉委為危地馬拉駐港領事。布力架及後退出路透社，轉而從商，自資成立布力架公司（Braga & Co.），並任均益按揭有限公司（China Provident Loan and Mortgage Co., Ltd.）、省港澳輪船公司（Hong Kong, Canton and Macau Steamboat Co., Ltd.）、香港麻纜有限公司（Hong Kong Rope Manufacturing Co., Ltd.,）以及山打根電力有限公司（Sandakan Light & Power Co., Ltd.）的董事，另外也出任過建新營造有限公司（Hong Kong Engineering & Construction Co.,Ltd.）的主席。
布力架與中華電力有深厚的關係，他自1928年至1944年出任該公司董事，並分別在1934年及1938年出任公司主席。至於其子J·V·布力架則出任過該公司的助理秘書之職。

### 公職生涯
在戰前的香港，葡萄牙人在香港的待遇雖然比華人為佳，但待遇卻較英國人為差。一如英國人早期在澳門般，在香港，早期的葡萄牙人在政府及英資機構最多只能出任中高層的職位，薪酬待遇也較差。為爭取葡萄牙人在香港獲得較佳權益，布力架曾參與不少社會活動，要求港府正視社會不公平的問題，當中，他曾經在1921年與立法局議員普樂及大律師羅文錦合作，舉辦活動要求消除種族、階級及宗教歧視，取得一定的成效。

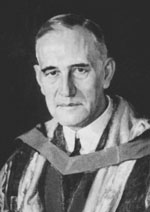
金文泰爵士在1929年委葡人布力架入立法局。

另一方面，布力架居於九龍，對當地的地區事務相當關注，並且是九龍居民協會的成員。而早在1926年，他就獲港府委任以臨時局紳身份，出席潔淨局會議，至1927年12月更在沒有競爭對手的情況下，自動當選為潔淨局紳。在任內，他與曹善允及YMCA的麥花臣等人大力向政府爭取於尖沙咀興建兒童遊樂場，促使港府在1929年5月成立遊樂場地委員會（Playing Fields Committee），研究香港未來在兒童遊樂場地方面的發展，而布力架、曹善允及羅文錦等人皆獲委為委員。委員會最終於1930年1月發表了報告，遂影響兒童遊樂場協會在1933年成立。布力架後於1930年12月任滿卸下潔淨局紳一職。
香港的立法局早於1880年起已開始有華人議席，但葡萄牙人在議會卻一直沒有代表，以致其利益未能充分反映。幾經多年爭取，港督金文泰爵士在1929年1月對立法局進行大幅改組，並首度在局內為葡裔人士加設代表議席，由布力架出任，布力架遂成為香港開埠以來首位立法局葡裔議員，此後立法局內定必有一位非官守議員由葡萄牙人出任，這個做法到1985年才予取消。
布力架在任立法局議員期間，以經常在議會發言及投入工作著稱。他除了關注香港各項重大議題及九龍地區事務外，又出任過香港廣播委員會委員及香港義勇防衛軍顧問委員會成員等職，另外還尤其關注新界的農業事務。布力架相當支持當地農業發展，是新界多個團體的成員，而且愛好研究當地歷史文化。在其協助下，新界在1932年舉辦了首屆農產展覽會，成功向外推廣香港的農產品。布力架在1933年1月獲續任立法局議員之職，至1935年6月3日獲英廷獎授OBE勳銜，港府為答謝其貢獻，在1936年特將九龍一條新建街道命名布力架道。
布力架在1937年1月任滿卸任，由大律師廖亞利孖打（Leo D'Almada e Castro）接替，但他沒有因此退出公眾場合，並參與籌備香港慶祝英皇喬治六世加冕的大型活動，而且還繼續不時在報章撰寫評論文章。

### 避居澳門
1941年，香港被日軍進攻淪陷，開展日治時期。布力架一家於淪陷後滯留香港，至1942年6月1日脫身抵達澳門，澳門當時因為葡國政府成功保持中立，而免受日本襲擊。
由於長年為葡人在香港爭取權益，布力架在香港及澳門的葡萄牙人社區中皆甚具聲望，在1942年秋天，他更獲時任澳門總督戴思樂委託，希望他寫一本有關葡萄牙人在香港與中國的歷史書。布力架原本早已有此打算，並為有關著作整理資料，惟有關資料皆於香港因戰亂散佚，他惟有在澳門重新整理資料，然而，有關著作未及付梓，布力架就在1944年遽逝，終年73歲，其遺體葬於舊西洋墳場。
至於布力架的遺作，則由兒子J·M·布力架整理完成，名為《在香港及中國的葡萄牙人》（The Portuguese in Hongkong and China），全書以英文完成。布力架本在香港有一圖書館，收藏大量東方文藝精品，但藏品多於戰時遺失，J·M·布力架後來亦建立起自己的收藏品庫，稱為「布力架藏品」（Braga Collection），有關藏品已於1966年送由澳洲國家圖書館妥善管理。據了解，布力架臨終前數星期曾希望於澳門興建工業學校一座，並出任籌委會主席，但不久就故世。

## 家庭
布力架曾娶奧利夫·寶琳·波拉德（Olive Pauline Pollard）為妻，兒子包括：
- J·M·布力架（José Maria (Jack) Braga，1897年－1988年），任職商人，與妻子奧古斯塔·伊莎貝拉（Augusta Isabel da Conceicao Osorio da Luz）在1924年12月30日於澳門結婚，兩人育有七名孩子。
- J·V·布力架（John Vincent Braga，1908年9月25日－？），信奉基督教，1940年8月24日在九龍聖安德烈堂娶愛丁堡大學醫科生路易莎·威尼弗雷德·艾什頓（Louisa Winifred Ashton）為妻。

## 部份著作
- The Rights of Aliens in Hong Kong, Hong Kong: Noronha, 1895.
- Odds and Ends: An Illustrated Journal, Hong Kong: [Printed and published by J.P. Braga], 1896-1897.
- Commercial Products of South China, 19??.
- Manuscript, 192?.
- Native Banks: Their Formation and Their Functions Considered in Relation to the Economic Crisis in Hong Kong, 1925, 192?.
- Portuguese Pioneers of Hong Kong: Horticultural Experiments at Kowloon, Macau: The Macao Review, 1930.
- Portuguese Pioneering : A Hundred Years of Hong Kong, Hong Kong: Ye Olde Printerie, 1941.
- The Portuguese in Hongkong and China, Macau : Fundacao Macau, 1998.
  - 原版於1944年以Revista "Renascimento"之書名出版。

## 榮譽

### 名銜
- J.P. （非官守，1919年4月25日）
- O.B.E. （英皇七十大壽，1935年6月3日）

### 以他命名的事物
- 布力架道（Braga Circuit，現名布力架街），位於九龍嘉多利山上，於1936年11月6日命名，同日命名的還有毗連的嘉多利道（即嘉道理道）。

### 英文資料
- Hong Kong Government Gazette No. 188, 25 April 1919.
- Hong Kong Government Gazette No. 525, 16 December 1921.
- Hong Kong Government Gazette No. 613, 12 November 1926.
- Hong Kong Government Gazette No. 531, 9 December 1927.
- Hong Kong Government Gazette No. 30, 18 January 1929.
- Hansard （页面存档备份，存于）, HONG KONG LEGISLATIVE COUNCIL, 24 January 1929.
- Hong Kong Government Gazette No. 233, 10 May 1929.
- Report of the Playing Fields Committee, Hong Kong: Government Printer, 20 January 1930.
- Hong Kong Government Gazette No. 39, 20 January 1933.
- London Gazette: no. 34166, page 24[], 31 May 1935.
- "Five Local Residents Honoured by His Majesty the King", The China Mail page 1 and 9, 3 Jun, 1935.
- "Local Residents Honoured", The Hong Kong Telegraph page 1 and 12, 3 Jun, 1935.
- "Hon. Mr. Braga", Hong Kong Daily Press page 7, 4 June 1935.
- Hong Kong Government Gazette No. 885, 6 November 1936.
- Hansard （页面存档备份，存于）, HONG KONG LEGISLATIVE COUNCIL, 3 February 1937.
- "J. M. Braga Married", The Hong Kong Sunday Herald page 2, 25 August 1940.
- Luzzatto, Rola, Hong Kong Who's who, Published by R. Luzzatto, 1958.
- Endacott, G. B., Government and people in Hong Kong, 1841-1962: A Constitutional History, Hong Kong: Hong Kong University Press, 1964.
- Haldane, Pauline, The Portuguese in Asia and the Far East: the Braga Collection in the National Library of Australia （页面存档备份，存于）, National Library of Australia, December, 1984.
- Welsh, Frank, A History of Hong Kong, London: HarperCollins Publishers, 1993.
- Chan, Ming K., and Young, John D., Precarious Balance: Hong Kong Between China and Britain, 1842-1992, HK: Hong Kong University Press, 1994.
- Braga, J. P., The Portuguese in Hongkong and China, Macau : Fundacao Macau, 1998.
- BRAGA, STUART, "The Last Colony - The Portuguese in Macau （页面存档备份，存于）", NLA News Volume XIV Number 9, June 2004.
- McPherson, Sue, J. L. McPherson, Hong Kong YMCAs: General Secretary 1905-1935 （页面存档备份，存于）, 2006.
- Search Result -Braga （页面存档备份，存于）, NLA, retrieved in 2008.
- Search Result - Braga[永久], Hong Kong Public Record Office, retrieved in 2008.

### 中文資料
- 〈布力架氏談：新界農業極形發達〉，《香港工商日報》第三張第二版，1935年11月22日。
- 〈英皇壽辰頒賜勳章 - 布力架君〉，《香港工商日報》第三張第二版，1935年6月4日。
- 〈香港掌故華洋篇（三之二） - 整理賢溢 （页面存档备份，存于）〉，《大紀元時報》，2007年8月17日。
- 馮凱頌，〈回憶遊樂場〉，《文化研究@嶺南》第十一期，2008年5月。
- 關國煊，〈曹善允小傳 （页面存档备份，存于）〉，《傳記名人堂》，造訪於2008年10月。

## 外部連結
- The Last Colony - The Portuguese in Macau （页面存档备份，存于）
- BRAGA COLLECTION （页面存档备份，存于）

| 官衔          | 官衔                                | 官衔                |
| ------------- | ----------------------------------- | ------------------- |
| 前任者： 沒有 | 立法局葡籍非官守議員 1929年－1937年 | 繼任者： 廖亞利孖打 |